# 皮薩里夫卡 (馬林區)
50°56′32″N 29°0′11″E / 50.94222°N 29.00306°E
皮薩里夫卡（烏克蘭語：Писарівка），是烏克蘭北部的村莊，隸屬日托米爾州的科羅斯滕區。該村面積0.99平方公里，海拔高度170米，2001年人口106，人口密度每平方公里107.29人。